# Washington Escarpment
Das Washington Escarpment ist eine große, nach Westen ausgerichtete Geländestufe im westantarktischen Queen Elizabeth Land. Sie erstreckt sich in der Neptune Range der Pensacola Mountains über eine Länge von 80 km und stellt den Ursprung einer Reihe nach Westen verlaufender Gebirgskämme dar.
Der United States Geological Survey kartierte die Geländestufe anhand von Vermessungen und Luftaufnahmen der United States Navy zwischen 1956 und 1966. Das Advisory Committee on Antarctic Names benannte sie 1965 nach der University of Washington, von der zahlreiche Mitglieder einer Mannschaft des Survey stammten, die zwischen 1963 und 1964 Vermessungen der Neptune Range durchführte.